# 최후의 탈출
《최후의 탈출》(영어: Vestige of Honor )는 1990년에 개봉한 미국 영화이다.

## 한국판 성우진(SBS)
- 남궁윤 - 스콧(마이클 그로스)
- 한상덕 - 펠런(제럴드 맥레이니)
- 이성 - 하도이(하쉬 네이야)
- 한규희 - 샌더슨(클리프 고먼)
- 김익태 - 소령(케리히로유키 다가와)
- 이향숙 - 매릴린(시즌 허블리)
- 유지영 - 브린(케리 라오)
- 문영래 - 베어
- 순동운 - 밀러
- 이재용 - 하쿤(제이슨 스콧 리)
- 황미영 - 웬디(애니 데이비스)
- 송민경 - 노엘